# Toyota Arena (Kalifornie)
Toyota Arena je víceúčelová aréna nacházející se ve městě Ontario ve státě Kalifornie v USA. Otevření proběhlo v roce 2008. Aréna je domovským stadionem týmu AHL Ontario Reign, který je farmou týmu NHL Los Angeles Kings.
V roce 2006 místní banka Citizens Business Bank koupila práva na pojmenování stadionu a v roce 2019 byla uzavřena podobná smlouva s pobočkou Toyoty Southern California Toyota Dealership. 
Aréna je místem vystoupení hudebních umělců zvučných jmen, v roce 2013 například Selena Gomez zde nastartovala svou Stars Dance Tour. V lednu 2020 byla dějištěm události AHL All-Star Classic.